# ملكة جمال الولايات المتحدة الأمريكية 2018
ملكة جمال الولايات المتحدة الأمريكية 2018 (بالإنجليزية: Miss USA 2018)‏ هي مسابقة ملكة جمال الولايات المتحدة الأمريكية السابعة والستين في تاريخ مسابقة ملكة جمال الولايات المتحدة الأمريكية، منذ انطلاقتها عام 1952، عقدت مسابقة في 21 مايو 2018 في مدرج هيرش التذكاري في شريفبورت ، لويزيانا، قدم الحفل كل من نيك لاشي وفانيسا لاشي ، بينما كان كارسون كريسلي ولو سييرا معلقين بالإضافة إلى ذلك، قدمت عروضا من 98 درجة ولي برايس. في نهاية هذا الحدث تم تتويج ساره روز سامرس من نبراسكا، بمسابقة ملكة جمال الولايات المتحدة الأمريكية 2018 من قبل ملكة جمال الولايات المتحدة الأمريكية السابقة كارا ماكولو من مقاطعة كولومبيا، لتصبح أول امرأة من ولاية نبراسكا تفوز باللقب. في وقت لاحق مثلت سارة بلدها الولايات المتحدة في مسابقة ملكة جمال الكون 2018 في 17 ديسمبر 2018 في بانكوك، وحلت في المراكز العشرين الأولى.

## النتائج

### المراكز النهائية
| النتائج النهائية                          | المتنافسة |
| ----------------------------------------- | --- |
| ملكة جمال الولايات المتحدة الأمريكية 2018 | - نبراسكا - ساره روز سامرس |
| الوصيفة الأولى                            | - كارولاينا الشمالية - كايلن ميلر كيز                                                                                                |
| الوصيفة الثانية                           | - نيفادا - كارولينا يوريا |
| أفضل 5                                    | - فلوريدا - جينيسيس دافيلا - داكوتا الجنوبية - ماديسون نيب §                                                                         |
| أفضل 10                                   | - كاليفورنيا - كيلي جونسون - جورجيا - مارياني إيغورولا - مين - مارينا غراي - نيو جيرسي - اليكسا نون - تينيسي - الكسندرا هاربر        |
| أفضل 15                                   | - ماريلاند - بريتيناي نيكوليت - ماساتشوستس - اليسا لاثام - ميشيغان - إليزابيث جونسون - أوريغون - تونيتا مورغان - تكساس - لوغان ليستر |

§ – الفائز من المشجعين التصويت

### جائزة خاصة
| جائزة             | متنافسة                |
| ----------------- | ---------------------- |
| ملكة جمال اللطافة | - وايومنغ - كالي بيشوب |

## مسابقة

### اختيار المتسابقين
تم اختيار مندوب واحد من الولايات الخمسين ومقاطعة كولومبيا في مسابقة ملكة الولاية التي عقدت في الفترة من سبتمبر 2017 إلى يناير 2018.

### الجولة التمهيدية
قبل المسابقة النهائية، تنافس المندوبون في المسابقة التمهيدية، والتي تنطوي على مقابلات خاصة مع الحكام وعرض تقديمي حيث يتنافسون في ملابس السباحة واللباس المسائي والذي أقيم في 17 مايو.

### نهائيات
خلال المسابقة النهائية، يتنافس عدد من المتسابقين النهائيين في ملابس السباحة وثوب المساء وفي جولة أسئلة مخصصة، ويتم تحديد الفائز من قبل لجنة من الحكام.

## المتسابقات
قائمة المتسابقات المقدمة عبر منظمة ملكة جمال الولايات المتحدة الأمريكية.
| الولاية            | اسم المتسابقة      | العمر | الطول                  | بلد المنشأ     | المركز                                    | ملاحظات |
| ------------------ | ------------------ | ----- | ---------------------- | -------------- | ----------------------------------------- | --- |
| ألاباما            | هانا براون         | 23    | 5 قدم 7 بوصة (1.70 م)  | توسكالوسا      |                                           | المتسابق في الموسم 23 من برنامج الواقع البكالوريوس ونجمة الموسم 15 من العازبة                                                   |
| ألاسكا             | بروك جونسون        | 25    | 5 قدم 4 بوصة (1.63 م)  | أنكوريج        |                                           | |
| أريزونا            | نيكول سميث         | 24    | 5 قدم 7 بوصة (1.70 م)  | فينيكس         |                                           | |
| أركنساس            | لورين ويفر         | 21    | 5 قدم 10 بوصة (1.78 م) | غرينوود        |                                           | ملكة جمال مراهقات أركنساس الولايات المتحدة الأمريكي 2014 سابقاً                                                                  |
| كاليفورنيا         | كيلي جونسون        | 25    | 6 قدم 2 بوصة (1.88 م)  | هيرموسا بيتش   | أفضل 10                                   | ملكة جمال كولورادو 2015 سابقاً                                                                                                   |
| كولورادو           | كلوي براون         | 22    | 5 قدم 6 بوصة (1.68 م)  | غراند جنكشن    |                                           | ملكة جمال مراهقات كولورادو الولايات المتحدة الأمريكية 2013 سابقا                                                                |
| كونيتيكت           | جيمي هيوز          | 27    | 5 قدم 9 بوصة (1.75 م)  | ستامفورد       |                                           | |
| ديلاوير            | سييرا رايت         | 20    | 5 قدم 6 بوصة (1.68 م)  | ويلمنغتون      |                                           | ملكة جمال مراهقات ديلاوير الولايات المتحدة الأمريكية 2015 سابقاً                                                                 |
| مقاطعة كولومبيا    | برايس آرمسترونغ    | 21    | 5 قدم 10 بوصة (1.78 م) | واشنطن العاصمة |                                           | |
| فلوريدا            | جينيسيس دافيلا     | 27    | 5 قدم 10 بوصة (1.78 م) | ميامي          | أفضل 5                                    | ملكة جمال العالم بورتوريكو 2014 سابقا . توج أصلا ملكة جمال فلوريدا الولايات المتحدة الأمريكية 2017, لكن تم خلعها عن العرش لاحقاً |
| جورجيا             | مارياني إيغورولا   | 25    | 5 قدم 10 بوصة (1.78 م) | بوفورد         | أفضل 10                                   | حلت من ضمن أفضل 20 في مسابقة ملكة جمال انتركونتيننتال 2018                                                                      |
| هاواي              | جوليان تشو         | 26    | 5 قدم 8 بوصة (1.73 م)  | هونولولو       |                                           | ملكة جمال مرهقات هاواي الولايات المتحدة الأمريكية 2010 سابقا                                                                    |
| أيداهو             | تيا دراغانوفيتش    | 21    | 5 قدم 7 بوصة (1.70 م)  | بويسي          |                                           | |
| إلينوي             | كارولينا جاسكو     | 20    | 5 قدم 10 بوصة (1.78 م) | فرانكلين بارك  |                                           | |
| إنديانا            | دارريان آرك        | 23    | 5 قدم 7 بوصة (1.70 م)  | تشيسترتون      |                                           | ملكة جمال مراهقات إنديانا الولايات المتحدة الأمريكية 2013 سابقة                                                                 |
| أيوا               | جيني فاليير        | 27    | 5 قدم 4 بوصة (1.63 م)  | سيدار رابيدز   |                                           | |
| كانساس             | ميلاني شانر        | 20    | 5 قدم 7 بوصة (1.70 م)  | أوفرلاند بارك  |                                           | ملكة جمال مرهقات كانساس الولايات المتحدة الأمريكية 2015 سابقاً                                                                   |
| كنتاكي             | برايا تيلفورد      | 25    | 5 قدم 7 بوصة (1.70 م)  | لويفيل         |                                           | |
| لويزيانا           | لورين فيزا         | 28    | 5 قدم 5 بوصة (1.65 م)  | شريفبورت       |                                           | ملكة جمال لويزيانا 2012 سابقاً                                                                                                   |
| مين                | مارينا غراي        | 22    | 5 قدم 4 بوصة (1.63 م)  | مونت ديسرت     | أفضل 10                                   | |
| ماريلاند           | بريتيناي نيكوليت   | 26    | 5 قدم 9 بوصة (1.75 م)  | Fallston       | أفضل 15                                   | |
| ماساتشوستس         | اليسا لاثام        | 27    | 5 قدم 6 بوصة (1.68 م)  | لوويل          | أفضل 15                                   | |
| ميشيغان            | إليزابيث جونسون    | 25    | 5 قدم 5 بوصة (1.65 م)  | ديترويت        | أفضل 15                                   | |
| مينيسوتا           | كالي رايت          | 25    | 5 قدم 7 بوصة (1.70 م)  | إيغل بيند      |                                           | ملكة جمال أيداهو 2015 سابقا |
| ميسيسيبي           | لين منصور          | 21    | 5 قدم 8 بوصة (1.73 م)  | توبيلو         |                                           | |
| ميزوري             | توري كروس          | 26    | 5 قدم 10 بوصة (1.78 م) | كامدنتون       |                                           | |
| مونتانا            | داني ووكر          | 28    | 5 قدم 7 بوصة (1.70 م)  | بيلينغز        |                                           | |
| نبراسكا            | ساره روز سامرس     | 23    | 5 قدم 5 بوصة (1.65 م)  | أوماها         | ملكة جمال الولايات المتحدة الأمريكية 2018 | ملكة جمال مراهقات نبراسكا الولايات المتحدة الأمريكية 2012 سابقاً                                                                 |
| نيفادا             | كارولينا يوريا     | 23    | 5 قدم 8 بوصة (1.73 م)  | لاس فيغاس      | الوصيفة الثانية                           | المتسابقة في نويسترا بيليزا لاتينا 2013 و 2015                                                                                  |
| نيو هامبشير        | ميشيل ماكوان       | 25    | 5 قدم 4 بوصة (1.63 م)  | هاريسفيل       |                                           | |
| نيو جيرسي          | اليكسا نون         | 23    | 5 قدم 8 بوصة (1.73 م)  | بايون          | أفضل 10                                   | |
| نيو مكسيكو         | كريستين ليفا       | 23    | 5 قدم 5 بوصة (1.65 م)  | لاس كروسيس     |                                           | |
| نيويورك            | جينيسيس سويرو      | 26    | 5 قدم 6 بوصة (1.68 م)  | بروكلين        |                                           | |
| كارولاينا الشمالية | كايلن ميلر كيز     | 22    | 5 قدم 6 بوصة (1.68 م)  | آشفيل          | الوصيفة الأولى                            | ملكة جمال مراهقات فرجينيا الولايات المتحدة الأمريكية 2013. المتسابقة في برنامج الواقع الموسم 23 من البكالوريوس                  |
| داكوتا الشمالية    | أبيجيل بوجاتشنيك   | 20    | 5 قدم 9 بوصة (1.75 م)  | بيسمارك        |                                           | |
| أوهايو             | دينين بن           | 20    | 5 قدم 9 بوصة (1.75 م)  | كورتلاند       |                                           | |
| أوكلاهوما          | شايان دارلينغ      | 20    | 5 قدم 10 بوصة (1.78 م) | إدموند         |                                           | |
| أوريغون            | تونيتا مورغان      | 21    | 5 قدم 8 بوصة (1.73 م)  | كوكيل          | أفضل 15                                   | |
| بنسيلفانيا         | أوليفيا سوشكو      | 22    | 5 قدم 7 بوصة (1.70 م)  | Belle Vernon ‏  |                                           | |
| رود آيلاند         | دايسيا دي مورانفيل | 22    | 5 قدم 5 بوصة (1.65 م)  | جونستون        |                                           | |
| كارولاينا الجنوبية | توري سيزيمور       | 22    | 5 قدم 9 بوصة (1.75 م)  | أندرسون        |                                           | ملكة جمال مراهقات كارولاينا الجنوبية الولايات المتحدة الأمريكية 2013 سابقاً                                                      |
| داكوتا الجنوبية    | ماديسون نيب        | 21    | 5 قدم 9 بوصة (1.75 م)  | ماديسون        | أفضل 5                                    | |
| تينيسي             | الكسندرا هاربر     | 25    | 6 قدم 0 بوصة (1.83 م)  | ناشفيل         | أفضل 10                                   | ابنة ملكة جمال تينيسي الولايات المتحدة الأمريكية 1981 شارون كاي ستيكلي                                                          |
| تكساس              | لوغان ليستر        | 23    | 5 قدم 8 بوصة (1.73 م)  | هيوستن         | أفضل 15                                   | |
| يوتا               | نارين ايشانوف      | 24    | 5 قدم 7 بوصة (1.70 م)  | سولت ليك       |                                           | |
| فيرمونت            | مايا جينا ألو      | 20    | 5 قدم 7 بوصة (1.70 م)  | كولشستر        |                                           | |
| فرجينيا            | اشلي فولراث        | 22    | 5 قدم 11 بوصة (1.80 م) | بلاكسبرغ       |                                           | |
| واشنطن             | أبيغيل هيل         | 20    | 5 قدم 11 بوصة (1.80 م) | إنومكلاو       |                                           | |
| فيرجينيا الغربية   | كاسي لاسيتر        | 21    | 5 قدم 7 بوصة (1.70 م)  | سبنسر          |                                           | |
| ويسكونسن           | ريجينا غراي        | 27    | 5 قدم 10 بوصة (1.78 م) | ميلواكي        |                                           | |
| وايومنغ            | كالي بيشوب         | 28    | 5 قدم 6 بوصة (1.68 م)  | لارامي         |                                           | ملكة جمال مراهقات وايومنغ الولايات المتحدة الأمريكية 2008 سابقاً                                                                 |

## حكام المسابقة
- ناتاشا كاري - مضيفة تلفزيون، مذيعة و ملكة جمال واشنطن الولايات المتحدة الأمريكية 1998
- جيمي كيرن ليما - سيدة أعمال، شخصية تلفزيون الواقع، و ملكة جمال واشنطن الولايات المتحدة الأمريكية 2000
- كريستل ستيوارت - مضيفة تلفزيون، عارضة أزياء، ممثلة، و ملكة جمال الولايات المتحدة 2008 من تكساس
- ليليانا فاسكويز - مضيفة ومنتجة
- دنيس وايت - سيدة أعمال و ملكة جمال أوريغون الولايات المتحدة الأمريكية 1994
- بولا شوغارت - رئيس منظمة ملكة جمال الكون (النهائيات فقط)

## روابط خارجية
- موقع ملكة جمال الولايات المتحدة الأمريكية الرسمي